# Lobelia guerrerensis
Lobelia guerrerensis är en klockväxtart som beskrevs av Eakes och Thomas G. Lammers. Lobelia guerrerensis ingår i släktet lobelior, och familjen klockväxter. Inga underarter finns listade i Catalogue of Life.